# Munroella myiopitina
Munroella myiopitina är en tvåvingeart som beskrevs av Mario Bezzi 1924. Munroella myiopitina ingår i släktet Munroella och familjen borrflugor. Inga underarter finns listade i Catalogue of Life.